# ۶۶۲ (خورشیدی)
۶۶۲ ششصد و شصت و دومین سال هجری خورشیدی است.